# Saison 2022 des Wings de Dallas
La saison 2022 des Wings de Dallas est la 24e saison de la franchise en WNBA et la 7e dans la région de Dallas.

## Draft
| Tour | Choix | Joueur          | Poste | Nationalité | Provenance                  |
| ---- | ----- | --------------- | ----- | ----------- | --------------------------- |
| 1    | 7     | Veronica Burton | G     | États-Unis  | Northwestern                |
| 3    | 30    | Jasmine Dickey  | G     | États-Unis  | University of Delaware      |
| 3    | 31    | Jazz Bond       | F     | États-Unis  | University of North Florida |

## Matchs

### Pré-saison
| Pré-saison Total: 2-0 (Domicile : 1-0; Extérieur : 1-0) |

| Match | Date match | Équipe  | Score    | Meilleur marqueur      | Meilleur rebondeur                | Meilleur passeur                   | Lieux Spectateurs     | Série |
| ----- | ---------- | ------- | -------- | ---------------------- | --------------------------------- | ---------------------------------- | --------------------- | ----- |
| 1     | 25 avril   | Chicago | V 92-77  | Isabelle Harrison (18) | Unique Thompson (10)              | Veronica Burton, Tyasha Harris (5) | Wintrust Arena -      | 1 - 0 |
| 2     | 2 mai      | Indiana | V 101-89 | Breanna Stewart (16)   | Isabelle Harrison, Awak Kuier (8) | Veronica Burton, Tyasha Harris (6) | College Park Center - | 2 - 0 |

### Saison régulière
| Saison régulière Total: 18-18 (Domicile : 8-10; Extérieur : 10-8) |

| Match | Date match | Équipe        | Score   | Meilleur marqueur      | Meilleur rebondeur     | Meilleur passeur         | Lieux Spectateurs                    | Série |
| ----- | ---------- | ------------- | ------- | ---------------------- | ---------------------- | ------------------------ | ------------------------------------ | ----- |
| 1     | 7 mai      | Atlanta       | D 59-66 | Marina Mabrey (20)     | Allisha Gray (9)       | Trois joueuse (2)        | College Park Center 5 796            | 0 - 1 |
| 2     | 13 mai     | @ Washington  | V 94-86 | Arike Ogunbowale (27)  | Isabelle Harrison (10) | Tyasha Harris (10)       | St. Elizabeths East Arena 3 281      | 1 - 1 |
| 3     | 15 mai     | @ New York    | V 81-71 | Arike Ogunbowale (21)  | Kayla Thornton (10)    | Thornton, Ogunbowale (4) | Barclays Center 3 095                | 2 - 1 |
| 4     | 17 mai     | Washington    | D 68-84 | Harrison, Mabrey (16)  | Kayla Thornton (8)     | Marina Mabrey (5)        | College Park Center 3 035            | 2 - 2 |
| 5     | 19 mai     | @ Phoenix     | V 94-84 | Arike Ogunbowale (37)  | Kayla Thornton (11)    | Marina Mabrey (10)       | Arizona Veterans Memorial Coliseum - | 3 - 2 |
| 6     | 21 mai     | Phoenix       | V 94-78 | Marina Mabrey (22)     | Trois joueuse (5)      | Arike Ogunbowale (7)     | College Park Center 3 813            | 4 - 2 |
| 7     | 24 mai     | @ Connecticut | V 85-77 | Marina Mabrey (20)     | Kayla Thornton (10)    | Marina Mabrey (4)        | Mohegan Sun Arena 4 180              | 5 - 2 |
| 8     | 26 mai     | @ Connecticut | D 68-99 | Satou Sabally (18)     | Isabelle Harrison (7)  | Mabrey, Harris (4)       | Mohegan Sun Arena 4 308              | 5 - 3 |
| 9     | 31 mai     | @ Los Angeles | D 91-93 | Isabelle Harrison (20) | Isabelle Harrison (8)  | Satou Sabally (4)        | Staples Center 4 852                 | 5 - 4 |

| Match | Date match | Équipe      | Score   | Meilleur marqueur     | Meilleur rebondeur      | Meilleur passeur       | Lieux Spectateurs          | Série  |
| ----- | ---------- | ----------- | ------- | --------------------- | ----------------------- | ---------------------- | -------------------------- | ------ |
| 10    | 3 juin     | @ Seattle   | V 68-51 | Allisha Gray (18)     | Satou Sabally (11)      | Satou Sabally (6)      | Climate Pledge Arena 8 023 | 6 - 4  |
| 11    | 5 juin     | @ Las Vegas | D 78-84 | Allisha Gray (24)     | Kayla Thornton (15)     | Tyasha Harris (5)      | Michelob Ultra Arena 4 814 | 6 - 5  |
| 12    | 10 juin    | Seattle     | D 88-89 | Arike Ogunbowale (23) | Thornton, Harrison (6)  | Harris, Ogunbowale (5) | College Park Center 3 292  | 6 - 6  |
| 13    | 12 juin    | Seattle     | D 79-84 | Allisha Gray (20)     | Kayla Thornton (14)     | Tyasha Harris (6)      | College Park Center 3 273  | 6 - 7  |
| 14    | 15 juin    | Las Vegas   | D 84-92 | Arike Ogunbowale (28) | Thornton, Harrison (10) | Arike Ogunbowale (4)   | College Park Center 4 375  | 6 - 8  |
| 15    | 17 juin    | Phoenix     | V 93-88 | Arike Ogunbowale (24) | Teaira McCowan (10)     | Arike Ogunbowale (6)   | College Park Center 3 140  | 7 - 8  |
| 16    | 19 juin    | Los Angeles | V 92-82 | Arike Ogunbowale (27) | Allisha Gray (12)       | Allisha Gray (6)       | College Park Center 3 779  | 8 - 8  |
| 17    | 21 juin    | @ Atlanta   | D 75-80 | Allisha Gray (18)     | Kayla Thornton (7)      | Gray, Mabrey (4)       | Gateway Center Arena -     | 8 - 9  |
| 18    | 23 juin    | Indiana     | V 94-68 | Arike Ogunbowale (24) | Teaira McCowan (10)     | Arike Ogunbowale (6)   | College Park Center 2 791  | 9 - 9  |
| 19    | 25 juin    | Phoenix     | D 72-83 | Arike Ogunbowale (25) | Isabelle Harrison (10)  | Arike Ogunbowale (6)   | College Park Center 4 240  | 9 - 10 |
| 20    | 28 juin    | @ Minnesota | D 64-92 | Arike Ogunbowale (16) | Harrison, McCowan (10)  | Arike Ogunbowale (3)   | Target Center 5 603        | 9 - 11 |

| Match                   | Date match  | Équipe      | Score   | Meilleur marqueur         | Meilleur rebondeur  | Meilleur passeur         | Lieux Spectateurs          | Série   |
| ----------------------- | ----------- | ----------- | ------- | ------------------------- | ------------------- | ------------------------ | -------------------------- | ------- |
| 21                      | 1er juillet | Los Angeles | D 89-97 | Arike Ogunbowale (23)     | Teaira McCowan (10) | Allisha Gray (4)         | College Park Center 3 187  | 9 - 12  |
| 22                      | 5 juillet   | Connecticut | V 82-71 | Arike Ogunbowale (20)     | Allisha Gray (8)    | Marina Mabrey (5)        | College Park Center 3 445  | 10 - 12 |
| WNBA All-Star Game 2022 |             |             |         |                           |                     |                          |                            |         |
| 23                      | 12 juillet  | @ Seattle   | D 74-83 | Teaira McCowan (18)       | Teaira McCowan (10) | Marina Mabrey (5)        | Climate Pledge Arena 9 486 | 10 - 13 |
| 24                      | 14 juillet  | @ Minnesota | V 92-87 | Arike Ogunbowale (32)     | Teaira McCowan (8)  | Tyasha Harris (6)        | Target Center 4 834        | 11 - 13 |
| 25                      | 16 juillet  | Chicago     | D 81-89 | Marina Mabrey (22)        | Teaira McCowan (6)  | Marina Mabrey (3)        | College Park Center 5 126  | 11 - 14 |
| 26                      | 22 juillet  | @ Chicago   | D 83-89 | Arike Ogunbowale (28)     | Gray, Mabrey (7)    | Tyasha Harris (6)        | Wintrust Arena 7 014       | 11 - 15 |
| 27                      | 24 juillet  | @ Indiana   | V 96-86 | Arike Ogunbowale (22)     | Kayla Thornton (8)  | Thornton, Ogunbowale (5) | Hinkle Fieldhouse 1 048    | 12 - 15 |
| 28                      | 28 juillet  | Washington  | D 77-87 | Teaira McCowan (27)       | Teaira McCowan (11) | Marina Mabrey (4)        | College Park Center 4 382  | 12 - 16 |
| 29                      | 30 juillet  | @ Atlanta   | V 81-68 | Thornton, Ogunbowale (21) | Teaira McCowan (14) | Ogunbowale, Gray (8)     | Gateway Center Arena 3 138 | 13 - 16 |

| Match | Date match | Équipe        | Score        | Meilleur marqueur   | Meilleur rebondeur  | Meilleur passeur    | Lieux Spectateurs         | Série   |
| ----- | ---------- | ------------- | ------------ | ------------------- | ------------------- | ------------------- | ------------------------- | ------- |
| 30    | 2 août     | @ Chicago     | V 84-78      | Marina Mabrey (26)  | Teaira McCowan (12) | Veronica Burton (9) | Wintrust Arena 5 602      | 14 - 16 |
| 31    | 4 août     | Las Vegas     | V 82-80      | Teaira McCowan (21) | Teaira McCowan (16) | Tyasha Harris (6)   | College Park Center 3 492 | 15 - 16 |
| 32    | 6 août     | Indiana       | V 95-91 (OT) | Kayla Thornton (21) | Teaira McCowan (14) | Marina Mabrey (8)   | College Park Center 4 184 | 16 - 16 |
| 33    | 8 août     | New York      | V 86-77      | Marina Mabrey (31)  | Teaira McCowan (9)  | Mabrey, Gray (4)    | College Park Center 3 036 | 17 - 16 |
| 34    | 10 août    | New York      | D 91-73      | Marina Mabrey (19)  | Teaira McCowan (13) | Marina Mabrey (6)   | College Park Center 3 795 | 17 - 17 |
| 35    | 12 août    | @ Phoenix     | D 74-86      | Kayla Thornton (14) | Teaira McCowan (9)  | Marina Mabrey (6)   | Footprint Center 8 047    | 17 - 18 |
| 36    | 14 août    | @ Los Angeles | V 116-88     | Marina Mabrey (27)  | Teaira McCowan (8)  | Tyasha Harris (11)  | Crypto.com Arena 7 245    | 18 - 18 |

### Playoffs
| Playoffs Total: 1-2 (Domicile : 0-1; Extérieur : 1-1) |

| Match | Date match | Équipe        | Score   | Meilleur marqueur   | Meilleur rebondeur  | Meilleur passeur   | Lieux Spectateurs         | Série |
| ----- | ---------- | ------------- | ------- | ------------------- | ------------------- | ------------------ | ------------------------- | ----- |
| 1     | 18 août    | @ Connecticut | D 68-93 | Allisha Gray (17)   | Trois joueuses (5)  | Harris, Burton (3) | Mohegan Sun Arena 4 797   | 0 - 1 |
| 2     | 21 août    | @ Connecticut | V 89-79 | Kayla Thornton (20) | Teaira McCowan (11) | Allisha Gray (8)   | Mohegan Sun Arena 6 788   | 1 - 1 |
| 3     | 24 août    | Connecticut   | D 58-73 | Marina Mabrey (20)  | Teaira McCowan (12) | Burton, Gray (4)   | College Park Center 5 016 | 1 - 2 |

### Confrontations en saison régulière
| Conférence Est | Conférence Est                            | Conférence Est                            | Conférence Est                            | Conférence Est                            | Conférence Ouest                          | Conférence Ouest                          | Conférence Ouest                          | Conférence Ouest                          | Conférence Ouest                          |
| Équipe         | Domicile                                  | Domicile                                  | Extérieur                                 | Extérieur                                 | Équipe                                    | Domicile                                  | Domicile                                  | Extérieur                                 | Extérieur                                 |
| -------------- | ----------------------------------------- | ----------------------------------------- | ----------------------------------------- | ----------------------------------------- | ----------------------------------------- | ----------------------------------------- | ----------------------------------------- | ----------------------------------------- | ----------------------------------------- |
| Atlanta        | 59-66                                     |                                           | 75-80                                     | 81-68                                     |                                           |                                           |                                           |                                           |                                           |
| Chicago        | 81-89                                     |                                           | 83-89                                     | 84-78                                     | Las Vegas                                 | 84-92                                     | 82-80                                     | 78-84                                     |                                           |
| Connecticut    | 82-71                                     |                                           | 85-77                                     | 68-99                                     | Los Angeles                               | 92-82                                     | 89-97                                     | 91-93                                     | 116-88                                    |
| Indiana        | 94-68                                     | 95-91                                     | 96-86                                     |                                           | Minnesota                                 | 94-78                                     |                                           | 64-92                                     | 92-87                                     |
| New York       | 86-77                                     | 73-91                                     | 81-71                                     |                                           | Phoenix                                   | 93-88                                     | 72-83                                     | 94-84                                     | 74-86                                     |
| Washington     | 68-94                                     | 77-87                                     | 94-86                                     |                                           | Seattle                                   | 88-89                                     | 79-84                                     | 68-51                                     | 74-83                                     |
| Conférence     | 10-8 (Domicile : 4-5; Extérieur : 6-3)    | 10-8 (Domicile : 4-5; Extérieur : 6-3)    | 10-8 (Domicile : 4-5; Extérieur : 6-3)    | 10-8 (Domicile : 4-5; Extérieur : 6-3)    | Conférence                                | 8-10 (Domicile : 4-5; Extérieur : 4-5)    | 8-10 (Domicile : 4-5; Extérieur : 4-5)    | 8-10 (Domicile : 4-5; Extérieur : 4-5)    | 8-10 (Domicile : 4-5; Extérieur : 4-5)    |
| Total          | 18-18 (Domicile : 8-10; Extérieur : 10-8) | 18-18 (Domicile : 8-10; Extérieur : 10-8) | 18-18 (Domicile : 8-10; Extérieur : 10-8) | 18-18 (Domicile : 8-10; Extérieur : 10-8) | 18-18 (Domicile : 8-10; Extérieur : 10-8) | 18-18 (Domicile : 8-10; Extérieur : 10-8) | 18-18 (Domicile : 8-10; Extérieur : 10-8) | 18-18 (Domicile : 8-10; Extérieur : 10-8) | 18-18 (Domicile : 8-10; Extérieur : 10-8) |

## Classements
| Classement | Classement                | Classement | Classement | Classement | Classement | Classement | Classement |
| No         | Franchise                 | Vic.       | Def.       | MJ         | V/D        | GB         |            |
| ---------- | ------------------------- | ---------- | ---------- | ---------- | ---------- | ---------- | ---------- |
| 1          | x - Aces de Las Vegas     | 26         | 10         | 36         | .722       | -          |            |
| 2          | x - Sky de Chicago        | 26         | 10         | 36         | .722       | -          |            |
| 3          | x - Sun du Connecticut    | 25         | 11         | 36         | .694       | 1          |            |
| 4          | x - Storm de Seattle      | 22         | 14         | 36         | .611       | 4          |            |
| 5          | x - Mystics de Washington | 22         | 14         | 36         | .611       | 4          |            |
| 6          | x - Wings de Dallas       | 18         | 18         | 36         | .500       | 8          |            |
| 7          | x - Liberty de New York   | 16         | 20         | 36         | .444       | 10         |            |
| 8          | x - Mercury de Phoenix    | 15         | 21         | 36         | .417       | 11         |            |
|            |                           |            |            |            |            |            |            |
| 9          | o - Lynx du Minnesota     | 14         | 22         | 36         | .389       | 12         |            |
| 10         | o - Dream d'Atlanta       | 14         | 22         | 36         | .389       | 12         |            |
| 11         | o - Sparks de Los Angeles | 13         | 23         | 36         | .361       | 13         |            |
| 12         | o - Fever de l'Indiana    | 5          | 31         | 36         | .139       | 21         |            |

| 1 | Aces de Las Vegas     | 9 | 1 | 10 | +102 |
| 2 | Storm de Seattle      | 6 | 4 | 10 | +23  |
| 3 | Wings de Dallas       | 5 | 5 | 10 | +13  |
| 4 | Lynx du Minnesota     | 4 | 6 | 10 | +1   |
| 5 | Mercury de Phoenix    | 3 | 7 | 10 | -43  |
| 6 | Sparks de Los Angeles | 3 | 7 | 10 | -96  |

Playoffs
|  | Premier tour | Premier tour        | Premier tour       |                    |                    | Demi-finales      | Demi-finales | Demi-finales |  |  | Finale | Finale            | Finale |
|  |              |                     |                    |                    |                    |                   |              |              |  |  |        |                   |        |
|  | 1            | Aces de Las Vegas   | 2                  |                    |                    |                   |              |              |  |  |        |                   |        |
|  | 8            | Mercury de Phoenix  | 0                  |                    |                    |                   |              |              |  |  |        |                   |        |
|  | 8            | Mercury de Phoenix  | 0                  |                    | 1                  | Aces de Las Vegas | 3            |              |  |  |        |                   |        |
|  |              |                     |                    |                    | 1                  | Aces de Las Vegas | 3            |              |  |  |        |                   |        |
|  |              | 4                   | Storm de Seattle   | 1                  |                    |                   |              |              |  |  |        |                   |        |
|  | 4            | 4                   | Storm de Seattle   | 1                  | Storm de Seattle   | 2                 |              |              |  |  |        |                   |        |
|  | 4            |                     |                    |                    | Storm de Seattle   | 2                 |              |              |  |  |        |                   |        |
|  | 5            | Mystics Washington  | 0                  |                    |                    |                   |              |              |  |  |        |                   |        |
|  |              |                     |                    |                    |                    |                   |              |              |  |  | 1      | Aces de Las Vegas | 3      |
|  |              |                     | 3                  | Sun du Connecticut | 1                  |                   |              |              |  |  |        |                   |        |
|  | 2            | Sky de Chicago      | 2                  |                    |                    |                   |              |              |  |  |        |                   |        |
|  | 7            | Liberty de New York | 1                  |                    |                    |                   |              |              |  |  |        |                   |        |
|  | 7            | Liberty de New York | 1                  |                    | 2                  | Sky de Chicago    | 2            |              |  |  |        |                   |        |
|  |              |                     |                    |                    | 2                  | Sky de Chicago    | 2            |              |  |  |        |                   |        |
|  |              | 3                   | Sun du Connecticut | 3                  |                    |                   |              |              |  |  |        |                   |        |
|  | 3            | 3                   | Sun du Connecticut | 3                  | Sun du Connecticut | 2                 |              |              |  |  |        |                   |        |
|  | 3            |                     |                    |                    | Sun du Connecticut | 2                 |              |              |  |  |        |                   |        |
|  | 6            | Wings de Dallas     | 1                  |                    |                    |                   |              |              |  |  |        |                   |        |